# Long snapper

De positie van de long snapper is hier aangegeven met DS (deep snapper)

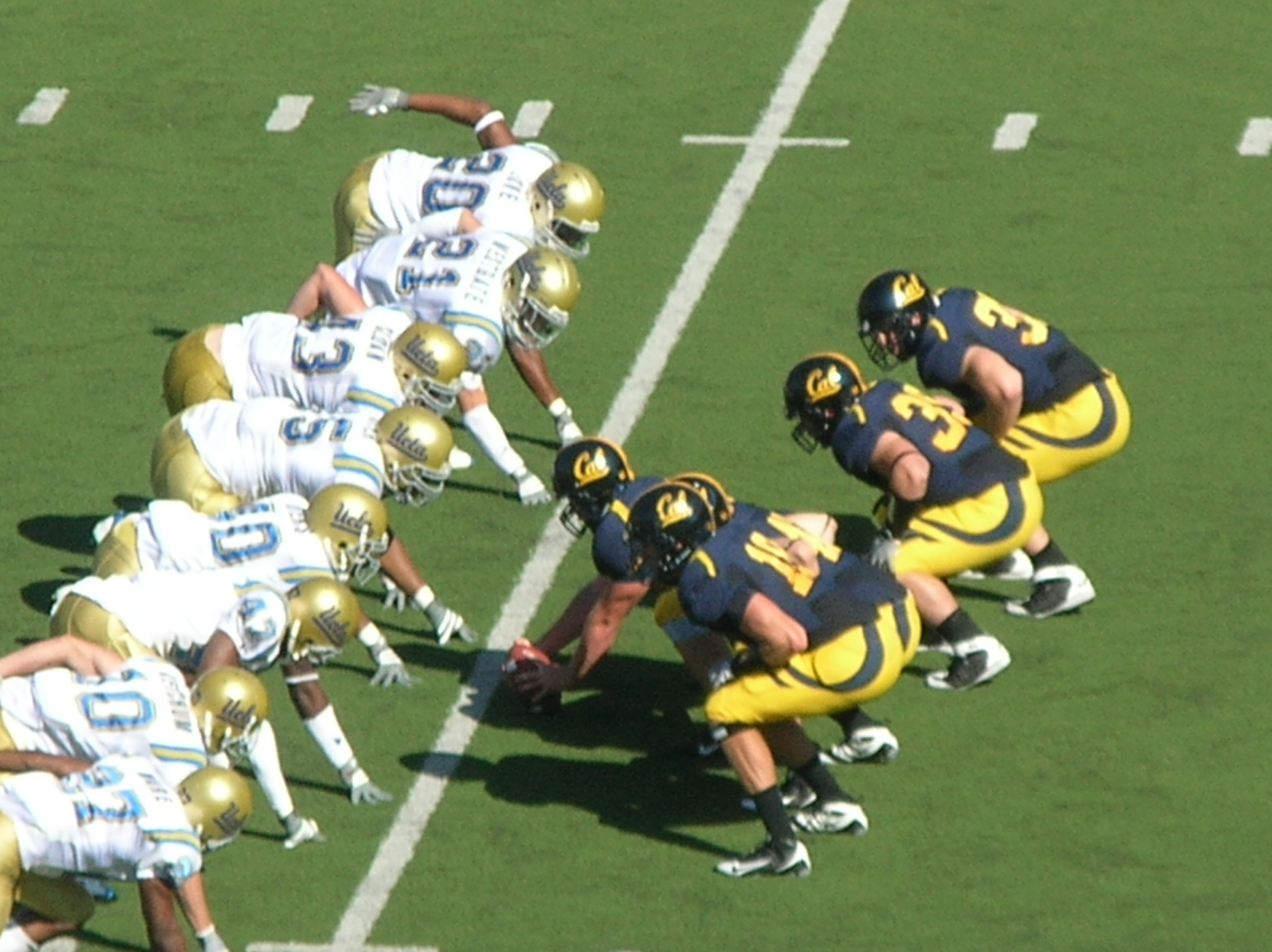
De long snapper heeft de bal voor een punt

Een long snapper is een speler in het American en Canadian football. Een long snapper behoort tot het speciale team dat ingezet wordt tijdens specifieke spelmomenten.
Deze speler is een gespecialiseerde center, die wordt ingezet tijdens punts en fieldgoals. Het is zijn taak de bal zo snel mogelijk te pakken en tussen de benen door naar achteren te werpen naar een medespeler. Tijdens fieldgoals pakt de long snapper de bal en gooit deze zo snel mogelijk naar de holder, die de bal op de grond vasthoudt zodat de kicker de bal door de doelpalen kan trappen. Bij punts wordt de bal naar de punter gegooid, die de bal vervolgens zo ver mogelijk in het gebied van de tegenstander schopt.
Aanval: Quarterback · Wide receiver · Tight end · Center · Guard · Offensive tackle · Running back · Fullback · H-back

Verdediging: Defensive tackle · Defensive end · Nose tackle · Linebacker · Defensive back

Speciale teams: Placekicker · Punter · Long snapper · Holder · Punt returner · Kick returner · Gunner